# Iwona Karolewska
Iwona Karolewska z domu Schröder (ur. 11 marca 1974 w Lnianie) – polska urzędniczka, polityk i działaczka samorządowa, posłanka na Sejm X kadencji.

## Życiorys
Córka Mariana i Ewy. Absolwentka studiów magisterskich z administracji (2000) i prawa (2005) na Wydziale Prawa i Administracji Uniwersytecie Mikołaja Kopernika w Toruniu, a także studiów podyplomowych z zakresu samorządu terytorialnego i rozwoju lokalnego na Uniwersytecie Warszawskim. Pracowała w Zakładzie Ubezpieczeń Społecznych oraz w Powiatowym Urzędzie Pracy w Świeciu. Następnie przez około dziesięć lat zajmowała stanowisko sekretarza powiatu świeckiego. Działaczka organizacji pozarządowych, m.in. członkini Towarzystwa Miłośników Ziemi Świeckiej oraz Towarzystwa Przyjaciół Dolnej Wisły. Została też koordynatorką programu „Pracownia Samorządowa” prowadzonego przez Fundację im. Stefana Batorego.
W 2018 wybrana na radną Świecia z ramienia Obywatelskiego Porozumienia Samorządowego. W wyborach parlamentarnych w 2023 uzyskała mandat posłanki X kadencji, startując z szóstego miejsca na liście Koalicji Obywatelskiej w okręgu bydgoskim i zdobywając 8572 głosy. W 2024 wstąpiła do Platformy Obywatelskiej.

## Wyniki wyborcze
| Wybory | Komitet wyborczy | Komitet wyborczy                         | Organ                  | Okręg | Wynik        |
| ------ | ---------------- | ---------------------------------------- | ---------------------- | ----- | ------------ |
| 2018   |                  | KW Obywatelskie Porozumienie Samorządowe | Rada Miejska w Świeciu | nr 1  | 201 (4,68%)  |
| 2023   |                  | Koalicja Obywatelska                     | Sejm X kadencji        | nr 4  | 8572 (1,61%) |

## Odznaczenia i wyróżnienia
- Odznaka honorowa „Za Zasługi dla Turystyki” (2023)[8]
- Tytuł „Ambasadora Kujawsko-Pomorskich Konstelacji Dobrych Miejsc” (2023)[8]